# Rocket Ship
Rocket Ship è un singolo del gruppo musicale australiano San Cisco, pubblicato il 28 giugno 2012 come secondo estratto dal primo album in studio San Cisco.

## Video musicale
Il videoclip è stato pubblicato il 13 giugno 2012 sul canale Vevo-YouTube del gruppo.